# スタニスラス・レピーヌ
スタニスラス・ヴィクター・エドゥアール・レピーヌ（Stanislas Victor Edouard Lépine、1835年10月3日 - 1892年9月28日）は、フランスの画家である。印象派時代の画家で、セーヌ河畔の風景などを描いた。

## 略歴
カーンで生まれた。1855年にパリに出た。パリでは1859年にジャン＝バティスト・カミーユ・コローの弟子となったが、人々に認められなかったので、友人となった人気のあった画家のアンリ・ファンタン＝ラトゥールは再三、生活の援助をしなければならなかった。レピーヌが影響を受けたのはコローとオランダの風景画家、ヨハン・ヨンキントで、手法的には印象派に属しているとは思っていなかったが、1874年にナダールのスタジオで開かれた第1回印象派展と呼ばれるようになる展覧会に何点かを出展した。その後の印象派展には出展することはなかった。サロンなどにも出展を続けたが、最初に展覧会で賞を受けるのは1889年であった。
1892年に貧しさの中で没したので、友人たちが集まって葬儀の費用を捻出しなければならなかった。

## 作品

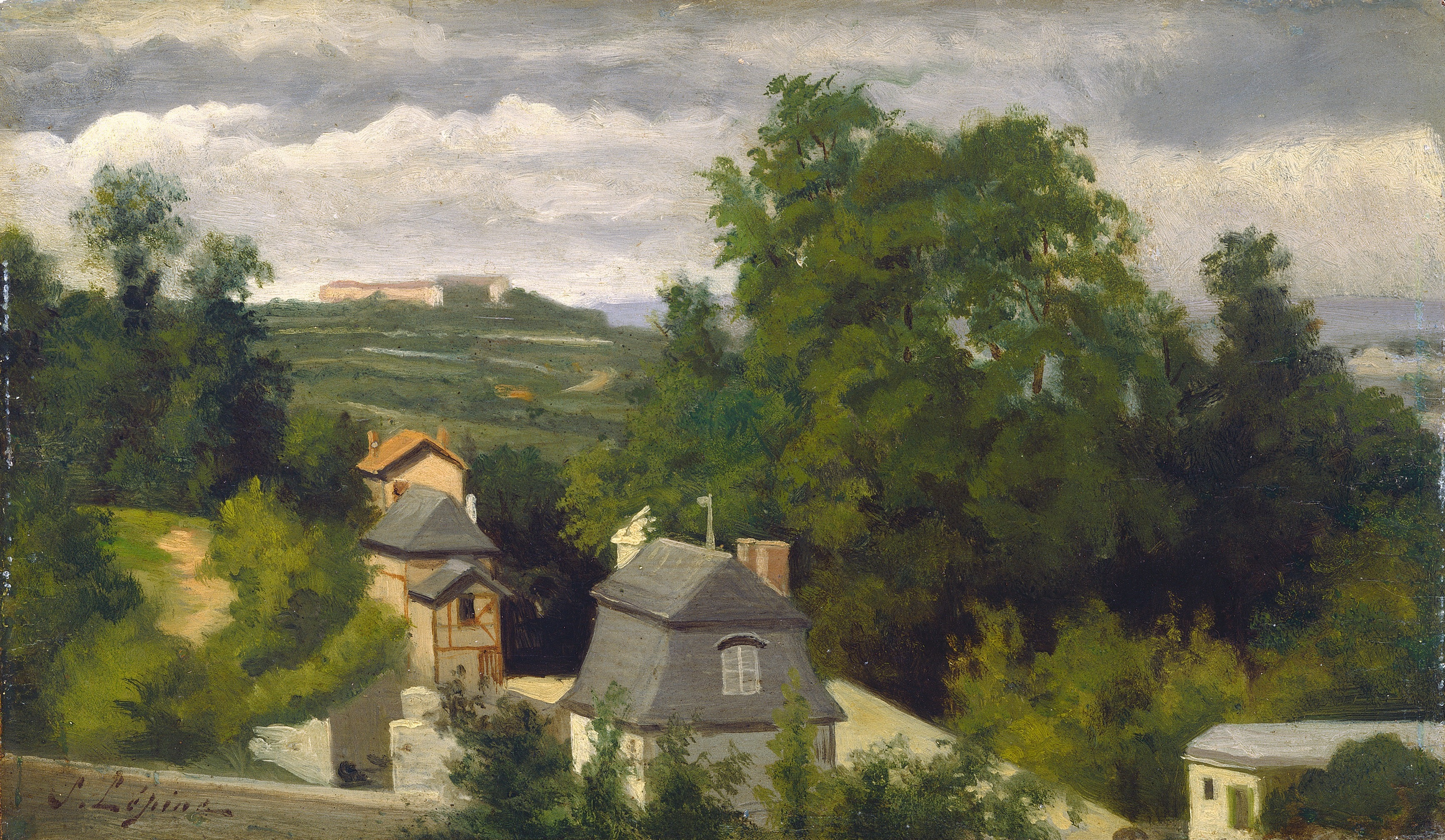
カーン近郊の風景（1872-1875）
トゥールネル橋(1862)
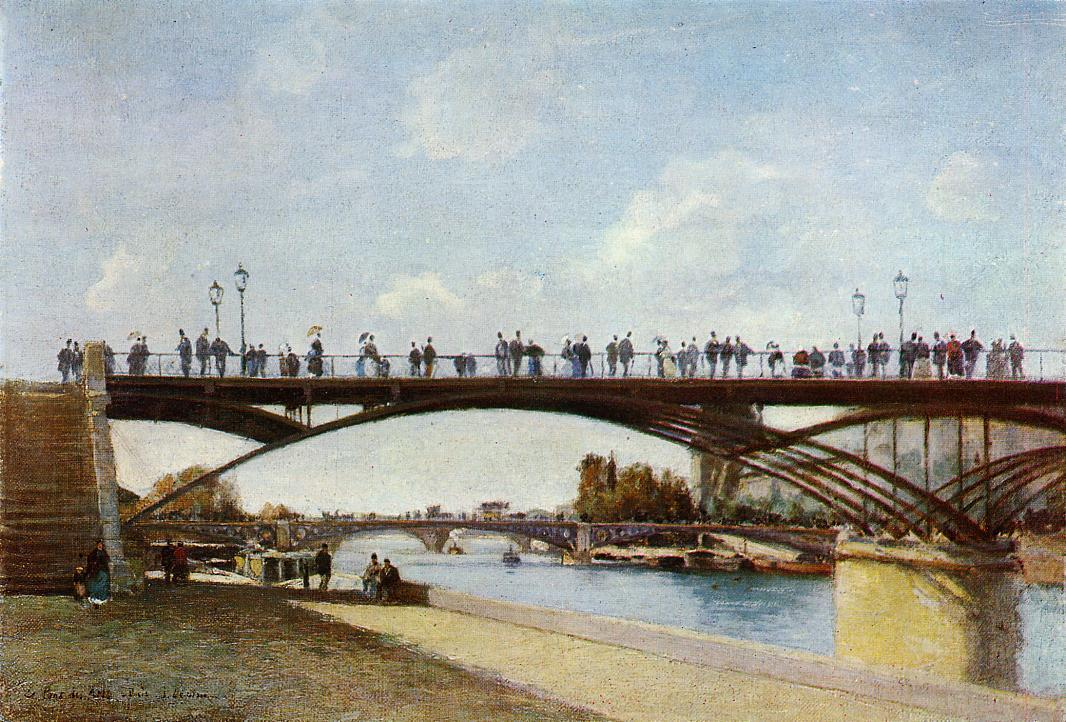
ポン・デ・ザール(1875)
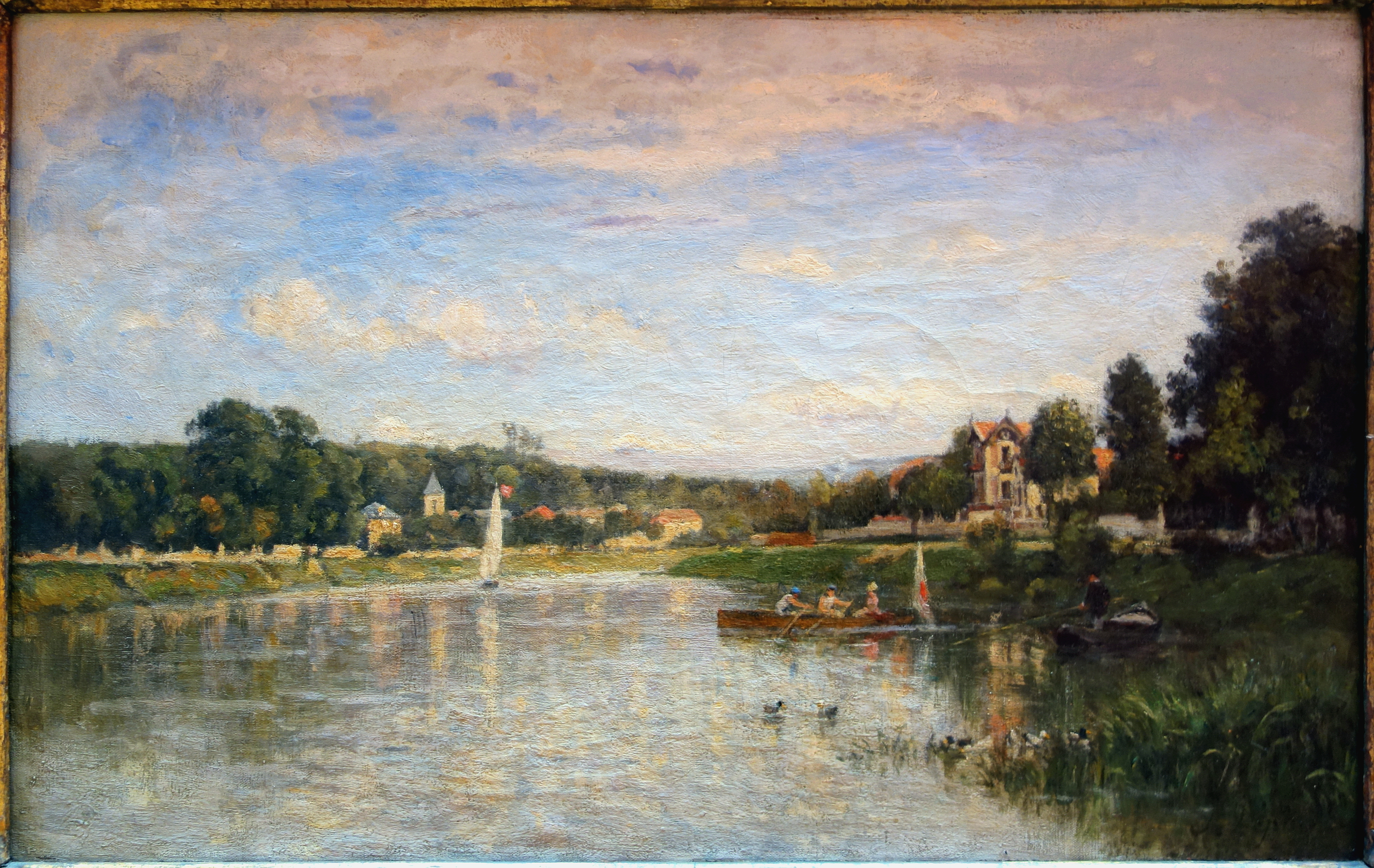
ブリ＝シュル＝マルヌ(1873)
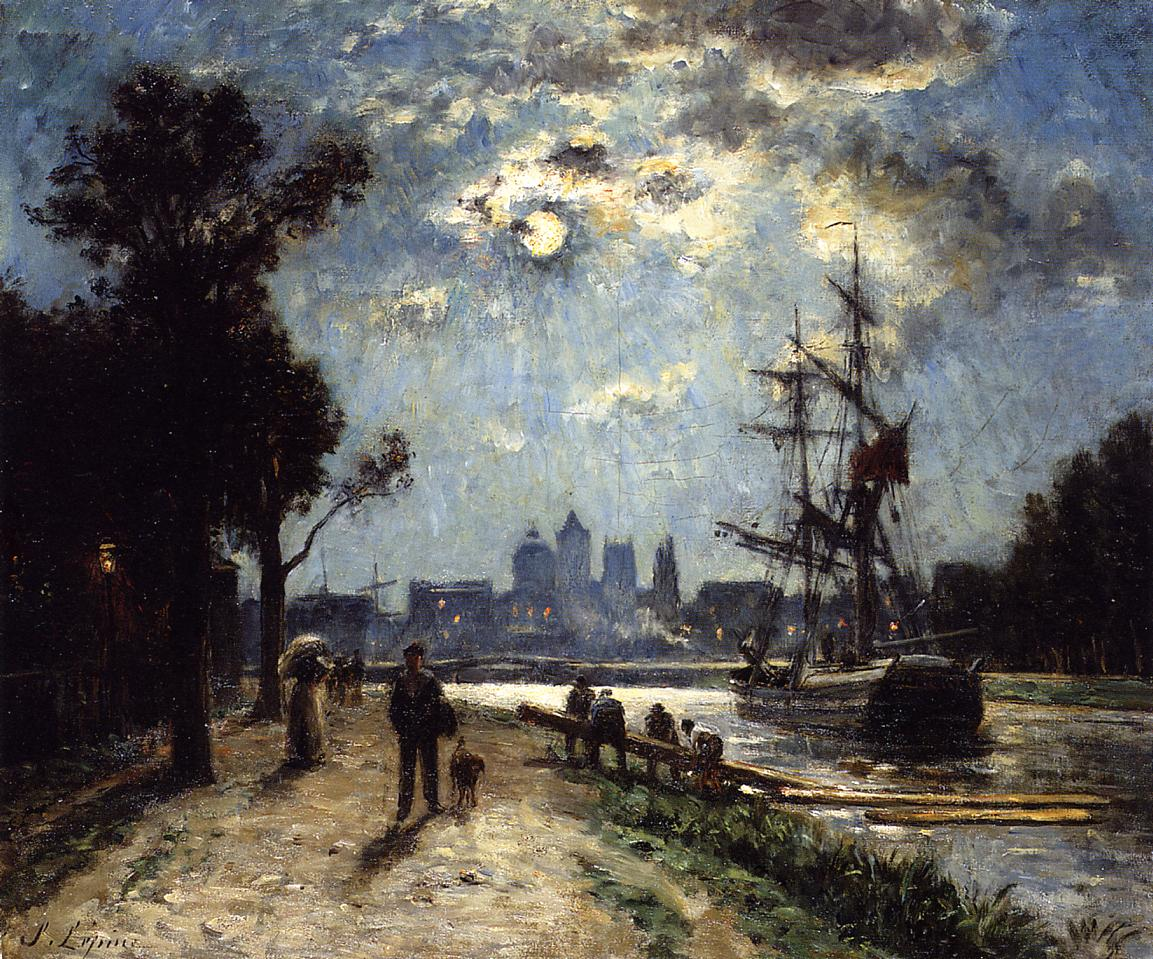
カーン近郊の風景(c1876)
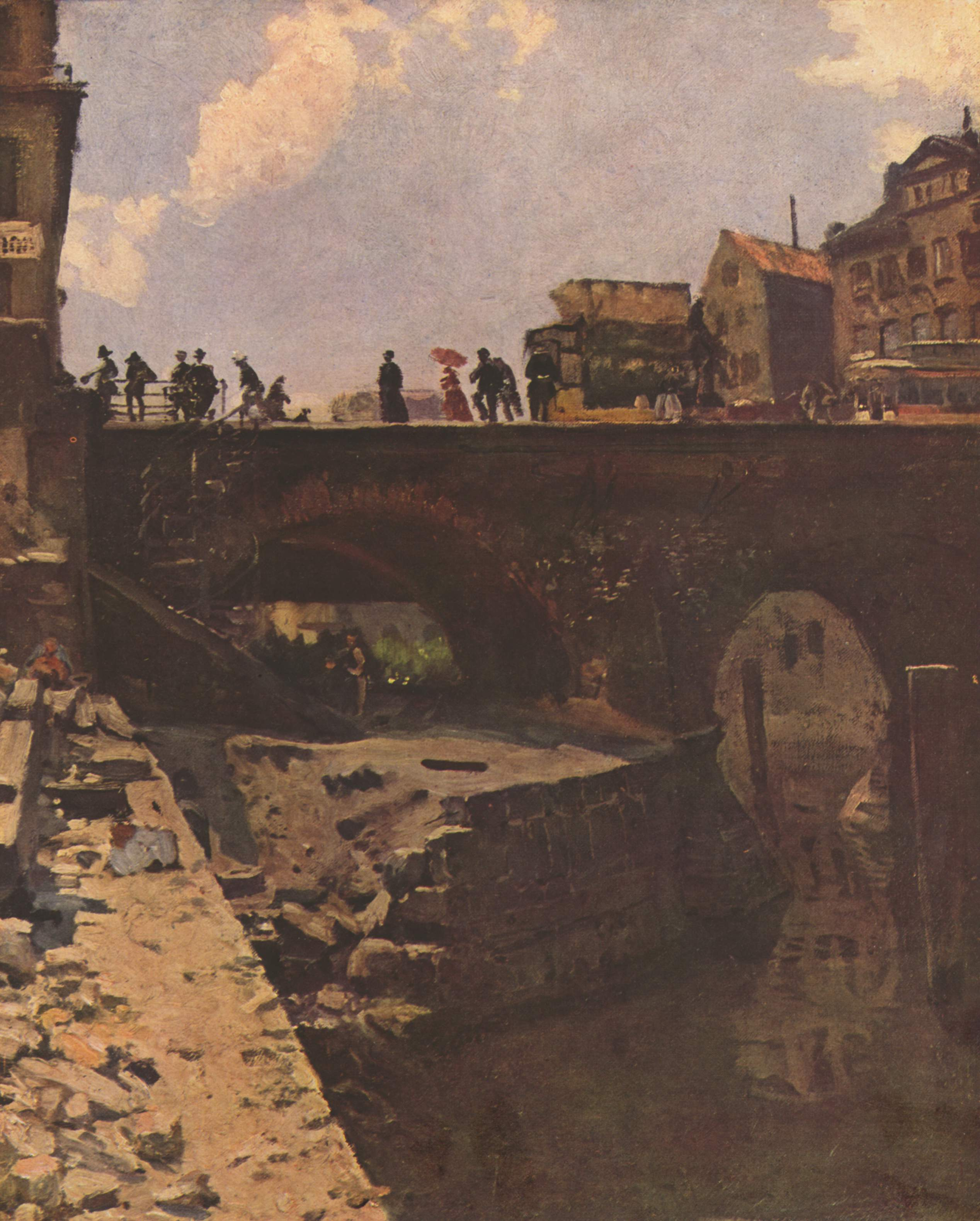
フランスの都市の橋(c1870)